# ステアー AUG パラ
AUG パラは、オーストリアのステアー社が設計・製造する短機関銃である。AUG-9やAUG SMG、AUG 9ｍｍパラ・モデルと呼ばれることもある。

## 概要
本銃はステアー社が開発したAUG自動小銃の派生型で、ストックや撃発機構は同一のものを使用している。このため、小銃と同様の操作感で使用することができ、部品の確保と補給も容易に行うことができる。また、3つの主要部品を組み替えることで、最小10分で自動小銃を短機関銃に変更できるキットも存在している。
ブルパップ設計を採用しているため短機関銃としては銃身が長く、クローズドボルト方式で動作することもあって、高い命中精度と長い射程を有している。銃口部にはネジが切ってあり、サプレッサーや催涙弾発射機の装着が可能。短機関銃としては珍しく、銃剣を取り付けることもできる。
射撃モードの選択はトリガーの引き具合で行い、トリガーを軽く引くことでセミオート射撃、引き切ることでフルオート射撃を行うことができる。安全装置はクロスボルト式のボタン型で、グリップの上部に配置されている。マガジンは同社のMPi69短機関銃のものと同一の25/32発入り箱型マガジンを使用し、元々の小銃用マガジン挿入口に追加されたアダプターに挿入する。射撃は右構えからのみ可能。
AUG A1小銃をベースとした初期モデルでは、1.5倍のスコープが搭載されていた。2008年には上面にピカティニー・レールを装備したモデルが登場し、2009年にはAUG A3小銃をベースにしたモデルが登場している。
2010年時点で、軍や警察での採用は確認されていない。